# Xixuthrus microcerus
Xixuthrus microcerus là một loài bọ cánh cứng trong họ Cerambycidae.